# Jack Gaughan Award
Il Jack Gaughan Award for Best Emerging Artist è un premio organizzato annualmente dalla New England Science Fiction Association (NESFA) per riconoscere il miglior artista emergente, ed assegnato annualmente durante Boskone, la convention annuale della NESFA.
Il premio è intitolato all'illustratore Jack Gaughan, che riteneva fosse importante riconoscere e incoraggiare i nuovi autori. 
Anche se il premio dovrebbe essere assegnato ad un'artista che ha raggiunto lo stato di professionista "negli ultimi cinque anni", questo criterio viene a volte applicato elasticamente, per esempio Richard Hescox era già professionista da 15 anni quando l'ha vinto., mentre Gerald Brom era già professionista da una decina d'anni.
- 1986 Stephen Hickman
- 1987 Val Lakey Lindahn
- 1988 Bob Eggleton
- 1989 Dell Harris
- 1990 Keith Parkinson
- 1991 Richard Hescox
- 1992 Jody Lee
- 1993 Nicholas Jainschigg
- 1994 Dorian Vallejo
- 1995 Bruce Jensen
- 1996 Charles Lang
- 1997 Lisa Snellings-Clark
- 1998 Donato Giancola
- 1999 Brom
- 2000 Stephen Daniele
- 2001 Mark Zug
- 2002 Terese Nielsen
- 2003 Martina Pilcerova
- 2004 Justin Sweet
- 2005 Adam Rex
- 2006 Scott M. Fischer
- 2007 Dan Dos Santos
- 2008 Shelly Wan
- 2009 Eric Fortune
- 2010 Tyler Jacobson
- 2011: non assegnato
- 2012: non assegnato
- 2013: non assegnato
- 2014: Sam Burley
- 2015: non assegnato
- 2016: Tommy Arnold